# Louis Nicolas Clérambault

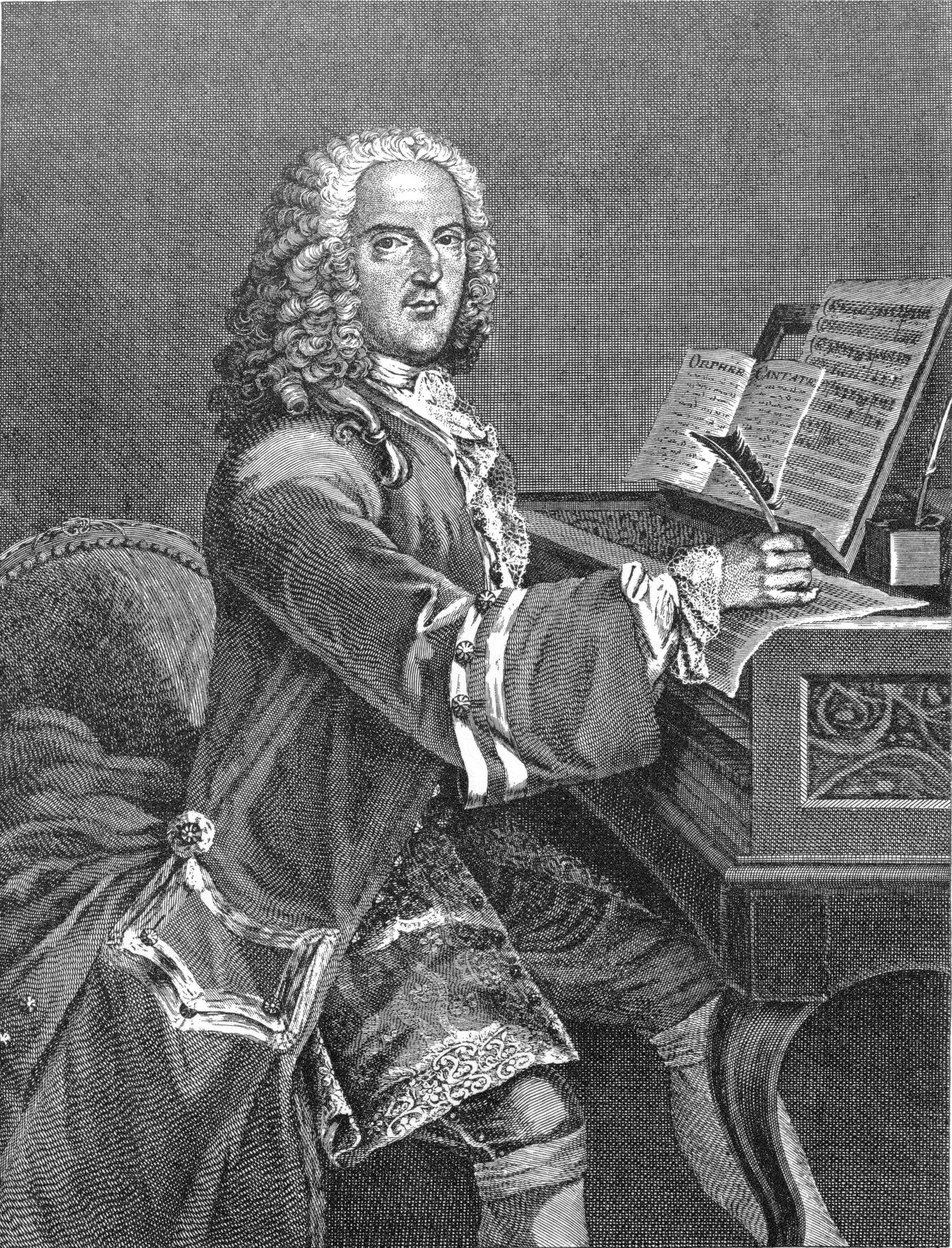
Louis-Nicolas Clérambault

Louis Nicolas Clérambault (Parijs, 19 december 1676 – Parijs, 26 oktober 1749) was een orgelcomponist uit de Franse school.

## Biografie
Zijn vader Dominique (1644-1704) was een van de "Vingt-quatre violons du roi" die aan het hof van Lodewijk XIV verbonden waren. 

Hij leert hij al heel jong de viool en het klavecimbel te bespelen. Hij krijgt orgelles van André Raison en compositieleer van Jean-Baptiste Moreau en wordt organist van de kerk van de Grands-Augustins en later van de Saint-Sulpice.

In 1705 komt hij in dienst van het hof, waar hij diverse concerten organiseert en cantates schrijft. In 1714, na de dood van Lodewijk XIV, gaat hij op Saint-Cyr werken, een onderwijsinstelling waar meisjes van de verarmde adel terechtkomen. Clérambault geeft muziekles, bespeelt het orgel, dirigeert diverse koren enz. Hij componeert ook en ontwikkelt de "cantate française". In 1719 volgt hij zijn leermeester Raison op als organist van de kerk van de Grands-Jacobins (rue Saint-Jacques). Hij is een van de laatste orgelmeesters van de Franse barok.

Na zijn dood wordt Clérambault opgevolgd door zijn zoon César François Nicolas (ca. 1705-1760) als organist bij Saint-Cyr, Saint-Sulpice en de Grands-Jacobins. César op zijn beurt wordt opgevolgd door een andere zoon van Clérambault, Évrard Dominique (1710-1790).

## Werken
Clérambault heeft talrijke religieuze stukken gecomponeerd, zoals motetten, hymnes, een Magnificat en een Te Deum. Daarnaast componeerde hij zo’n 65 wereldlijke cantates, vaak met teksten ontleend aan de Griekse en Romeinse mythologie. Verder schreef hij sonates voor viool en basso continuo en werken voor klavecimbel en orgel.
Een biograaf omschreef Clerambault als een componist die voor orgel schreef, terwijl hij aan een klavecimbel dacht, kerkmuziek voor de concertzaal maakte, en in dienst was van de clerus, maar zich richtte tot de dames.

## Voetnoten
1. ↑  M. Kaaij in de VPRO-gids, 28 april 2008, p. 46.

- Biblioteca Nacional de España: XX889853
- Bibliothèque nationale de France: cb138925747 (data)
- CiNii: DA05611522
- Gemeinsame Normdatei: 119514729
- International Standard Name Identifier: 0000 0001 2279 1809
- Library of Congress Control Number: n79095291
- Nationale Bibliotheek van Letland: 000039124
- MusicBrainz: 2c5ffc6c-bbca-4839-8613-31b8fd178d3b
- Bibliotheek van het Japanse parlement: 01053000
- Nationale Bibliotheek van Tsjechië: jn20000601175
- Nationale Bibliotheek van Israël: 987007259976605171
- Nederlandse Thesaurus van Auteursnamen: 073396931
- LIBRIS: 215053
- SNAC: w6000804
- Système universitaire de documentation: 035737018
- Trove: 1183775
- Virtual International Authority File: 44484699
- WorldCat: E39PBJd86MPtRPCgYkxYTRMQMP